# Acanthoecidae
Az Acanthoecidae a galléros ostorosok egy családja. Kovahéjat alkotnak, ez feltehetően kovamoszatokból ered horizontális géntranszferrel.

## Történet
A galléros ostorosok közt eredetileg 2 családot különböztettek meg morfológiailag, ezek a Salpingoecidae Kent 1880 és a Codonosigidae Kent 1880. Az Acanthoecidae családot Norris írta le 1965-ben, Későbbi kutatások a galléros ostorosokat 2 rendbe sorolták, a kizárólag a Salpingoecidaet tartalmazó Craspedidába, mely a korábbi Codonosigidae és Salpingoecidae héjtalan galléros ostorosait tartalmazza, és az Acanthoecidae és Stephanoecidae csoportokat tartalmazó Acanthoecidába.
2008-ban Carr et al. kimutatták, hogy a tektiform Stephanoecidae monofíliája egyszerűbb magyarázat lenne a rend felépítésére. Nitsche et al. 2011-ben ez alapján létrehozta az Acanthoecidae és a Stephanoecidae családokat, utóbbi akkori állapotáról Carr et al. 2022-ben megállapították Tikhonenkov et al. 2020-as és López-Escardó et al. 2019-es tanulmánya alapján, hogy parafiletikus csoport, vagyis az Acanthoecidában a tektiform állapot az ősi – és legalább 3 független mai kládban van jelen –, és a nudiform héj később jelent meg, továbbá az Acanthoecidae és Stephanoecidae testvércsoportkénti megjelenése hibás, de nem módosították az Acanthoecidae meghatározását.

## Morfológia
Nudiform (átlós) és tektiform fajok különíthetők el héjmorfológia, csőhely, termelési sejtciklusszakasz és sejtosztódásmód alapján, egyes fajai mindkét formát mutathatják, például a Stephanoeca tektiform, de szilíciumhiány esetén a Stephanoeca diplocostata átlósan osztódik, a szilíciumszint helyreállításakor átlósan bordázott héjat alakít ki, vagyis a Stephanoeca nemzetség polifiletikus. Héjuk üreges kovacsövekkel bordázott. Az ostoraktivitásnak ellenálló héja lehetővé tette a szesszilis állapot megszűnését.
Az Acanthoecidae nudiform és tektiform csoportjai 4 gén filogenetikai elemzése alapján kládot alkotnak.
Periplasztja kovacsövekből álló kosárszerű bordázott héjból áll.
Héja általában két rétegben bordázott, a belső helikális, a külső longitudinális, de előfordulhat, hogy a sejttest körül csak előbbi található meg. Héja sejtjei szesszilisek, a juvenilis utódsejt mozgáshoz használt ostorú és csupasz, a felszínhez tapadva visszahúzza ostorát, héjában helyesen rendeződnek el a bordarészek, a longitudinálisak jelennek meg előbb, ezekk függőlegesen rendeződnek el az orsó alakú sejttestben. A lorica előre haladással és az óramutató járása szerinti forgással jelenik meg. Bordái részben átfednek, a transzverzálisak egy vagy több gyűrűt alkothatnak.:1., 3. ábra
Kolónia- és extracellulárismátrix-képző képességüket elveszthették, ha az ECM a Choanozoa szünapomorf jellemzője.

## Élőhely
Az Acanthoecidae általában kozmopolita, eurihalin, euriterm, és számos tengeri környezetben él.:22 A hipersós L’Atalante-medencében egy leíratlan F csoportja él.
A Helgoeca nana gyakran él tengerjég közelében.
A Chesapeake-öbölben télen gyakoribb, mint nyáron.

## Genetika
1-es csoportbeli szilíciumtranszporterekkel rendelkezik. A germánium mérgező számukra, és zavarja héjképződésüket.
A DNS-polimeráz γ-t elveszthették, helyette egy Prymnesiophyceae-fajból szereztek POP-ot horizontális géntranszferrel, mely azonban eltérhet a CRuMs és az Amorphea közös ősének POP fehérjéjétől.

## Fordítás
Ez a szócikk részben vagy egészben  az   Acanthoecidae című angol Wikipédia-szócikk ezen változatának fordításán alapul.  Az eredeti cikk szerkesztőit annak laptörténete sorolja fel. Ez a jelzés csupán a megfogalmazás eredetét és a szerzői jogokat jelzi, nem szolgál a cikkben szereplő információk forrásmegjelöléseként.